# Anua rubrescens
Anua rubrescens là một loài bướm đêm trong họ Erebidae.